# 1998 スーパーライブ in 渚園
『1998 スーパーライブ in 渚園』（せんきゅうひゃくきゅうじゅうはち スーパーライブ いん なぎさえん）は、サザンオールスターズのライブ・ビデオ。1998年12月12日にVHS、1998年12月23日にDVDとして発売。発売元はタイシタレーベル / ビクターエンタテインメント。

## 背景
1998年8月8日・8月9日の2日間に渡り静岡県浜名湖畔弁天島海浜公園・渚園で行われたコンサート「1998 夏 サザンオールスターズ スーパーライブ in 渚園 モロ出し祭り 〜過剰サービスに鰻はネットリ父ウットリ〜」を収録したビデオ。このライブはサザンオールスターズのデビュー20周年を記念して行われたもので、同年6月25日に発売されたベストアルバム『海のYeah!!』に関連して開催された。
このライブではサザンのファンであることを公言している爆笑問題が桑田からのオファーを受けゲストとして出演。現在も桑田と交流があり、双方が折に触れて才能を認める発言をする間柄となっている。

## 批評
本作のDVDに収録されたインタビューで桑田は「『マチルダ』から『シンドバッド』に至るその流れをそこだけグッと引っ張ってくると（中略）あそこだけやっぱりこう見ているといつのサザンだか分からないですよね」「渚園で何か一つの物を封印したい」「自分たちがやったことがない道みたいなものを、また新しい勝ちパターンというのを作ってみたい」とし、これまでのパターンを封印することを示唆する発言をした。翌年に開催された全国ツアー「Se O no Luja na Quites（セオーノ・ルーハ・ナ・キテス） 〜素敵な春の逢瀬〜」のセットリストはヒット曲を敢えて減らしマニアックな曲を中心に構成されている。
1999年9月にLIQUIDROOM（現：新宿FACE）で行われたファンクラブ限定のシークレットライブ『'99 SAS事件簿 in 歌舞伎町』以降は、マニアックな曲と並行する形で再びヒット曲を選曲する機会が増えている。

## 収録曲

### Disc 1
1. 太陽は罪な奴
辻よしなりの実況のもとメンバーが登場。入場曲は『炎のファイター 〜INOKI BOM-BA-YE〜』[注 1][3]。
2. みんなのうた
3. 愛の言霊 〜Spiritual Message〜

MC
1. さよならベイビー
2. せつない胸に風が吹いてた
3. Moon Light Lover
4. 赤い炎の女
5. 夕陽に別れを告げて
6. C調言葉に御用心
7. 思い過ごしも恋のうち
8. ブリブリボーダーライン
10曲目と11曲目では爆笑問題がVTR出演。太田光が桑田、田中裕二が原に扮し、このライブと同じ衣装と楽器を身にまとって会場を盛り上げた[3]。
9. 涙の天使に微笑みを
原のソロ名義の楽曲[9]。

MC
1. CRY 哀 CRY
2. Computer Children
3. 01MESSENGER 〜電子狂の詩〜
4. 涙のキッス
メンバーがサブステージへ移動。16曲目・17曲目・18曲目はアコースティックコーナー[3]。
5. 栞のテーマ
6. いなせなロコモーション
間奏とアウトロでは童謡「ピクニック」をカズーで演奏した[3]。
爆笑問題がVTR出演し、この曲の歌詞を題材にした漫才を披露。このときはコスプレではなくラフな普段着スタイルだった[3]。
7. 真夏の果実
再びメインステージに移動。移動の間は朝川朋之によるハープの演奏が披露された[3]。
8. LOVE AFFAIR 〜秘密のデート〜
冒頭には「20年間ありがとう これからもYEAH!!」というメッセージが投影された[3]。
9. PARADISE

### Disc 2
1. マチルダBABY
2. ミス・ブランニュー・デイ
3. 匂艶 THE NIGHT CLUB
4. ボディ・スペシャルII
5. マンピーのG★SPOT
6. 勝手にシンドバッド
バックダンサーとしておやじダンサーズが参加[3]。
1番の歌詞にある「砂交じりの茅ヶ崎」の部分を「浜松」に変えている[3]。

アンコール
1. Bye Bye My Love (U are the one)
2. 希望の轍
3. いとしのエリー
4. 夕方 Hold On Me
5. 旅姿六人衆
演奏終盤には「20周年おめでとうファン・スタッフ一同」というメッセージが投影された[3]。
エンディングではサザンのメンバーや辻よしなり、爆笑問題、おやじダンサーズらと共に全員で繋いだ手を高く上げてステージを退場。サプライズで花火が打ち上げられた[3]。

※実際の公演で演奏された「YOU」と「海」はカットされている。

## 参加ミュージシャン
- サザンオールスターズ
  - 桑田佳祐 - ボーカル・ギター
  - 原由子 - キーボード・ボーカル
  - 大森隆志 - リードギター
  - 関口和之 - ベース
  - 松田弘 - ドラム
  - 野沢"毛ガニ"秀行 - パーカッション
- サポートメンバー
  - 包国充 - サクソフォーン・フルート
  - 阿部剛 - サクソフォーン
  - 斎藤幹雄 - トランペット
  - 工藤隆 - トロンボーン
  - 片山敦夫 - キーボード
  - 前田康美 - コーラス
  - 朝川朋之 - ハープ